# Charles F. Wald

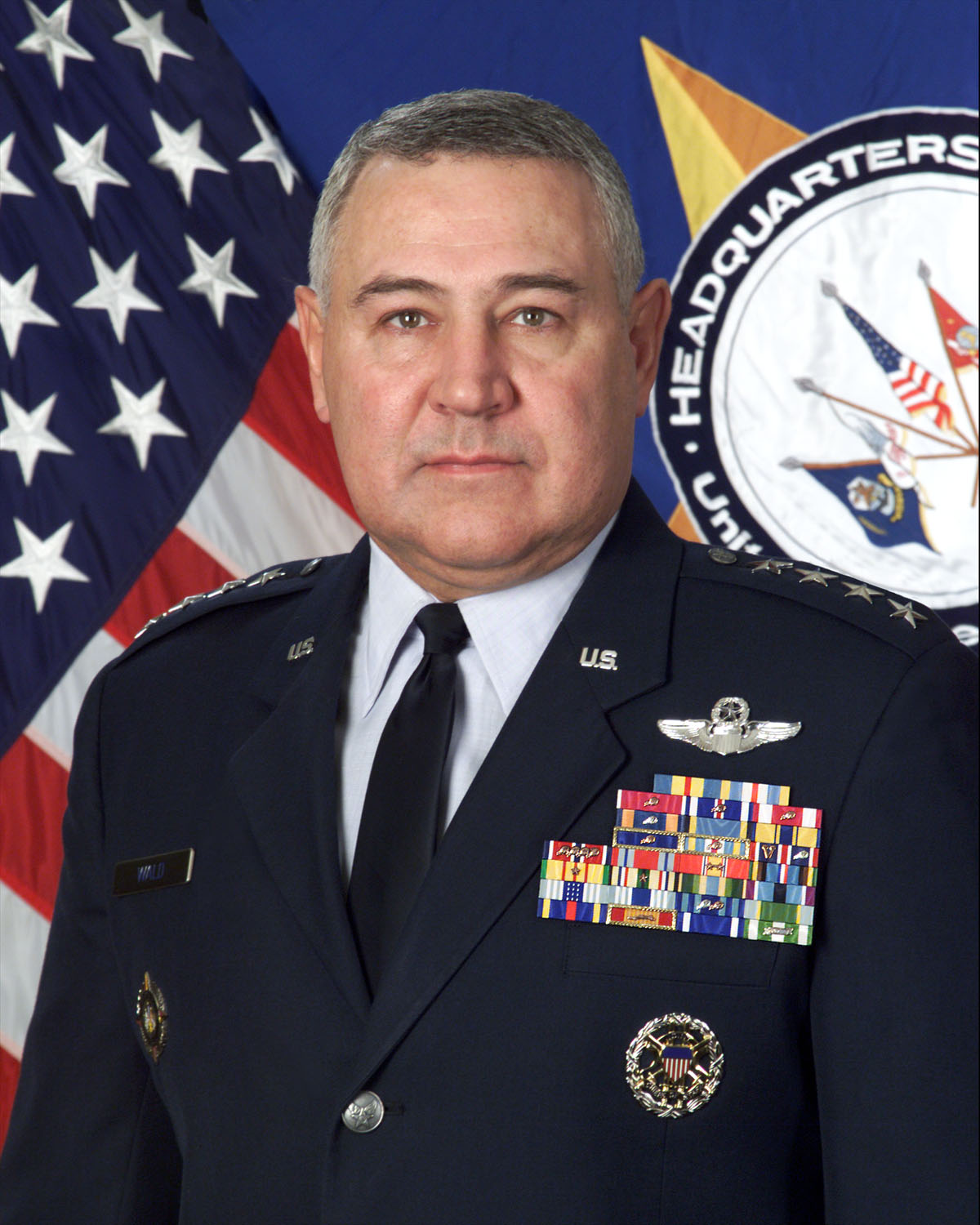
General Charles F. Wald (2006)

Charles F. „Chuck“ Wald (* 1948 in North Dakota) ist ein ehemaliger US-amerikanischer Offizier der US Air Force, der als General von 2002 bis 2006 stellvertretender Kommandeur des US-Europakommandos USEUCOM (Deputy Commander, US European Command) war. Als Pilot absolvierte er mehr als 3600 Flugstunden, davon mehr als 430 Kampfeinsatzstunden über Vietnam, Kambodscha, Laos, Irak und Bosnien und Herzegowina.

## Leben

### Offiziersausbildung, Offizier und Stabsoffizier

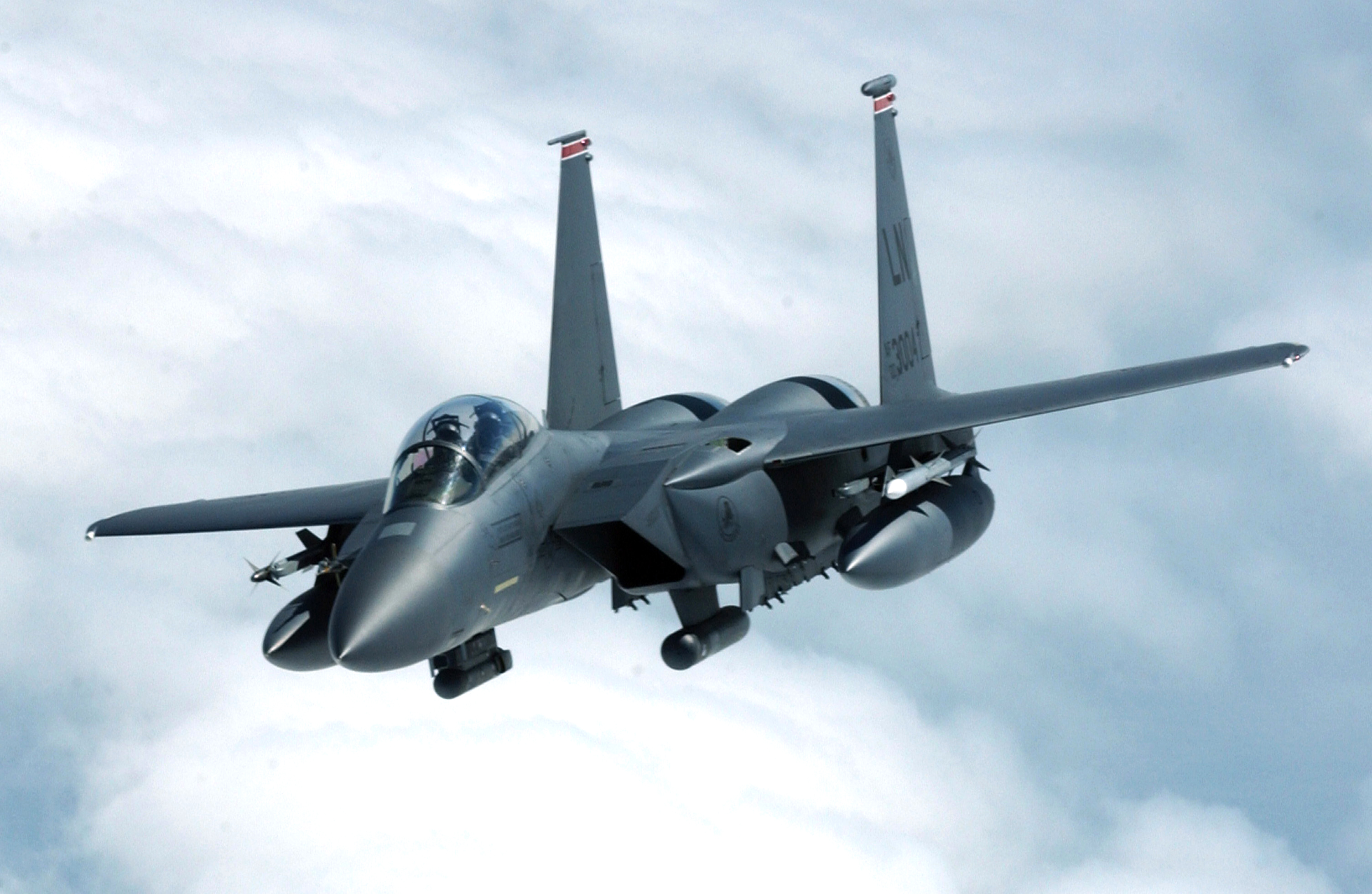
Major Wald war von 1978 bis 1981 Pilot von F-15 „Eagle“-Jagdflugzeugen, Flugausbilder und Fliegerischer Kommandeur des auf dem Stützpunkt Bitburg Air Base stationierten 22. Taktischen Kampfgeschwaders (22nd Tactical Fighter Squadron).

Charles F. Chuck Wald begann nach dem Schulbesuch ein grundständiges Studium zur Vorbereitung eines Studiums der Rechtswissenschaften an der North Dakota State University (NDSU), welches er 1971 mit einem Bachelor of Arts (BA Pre-Law) beendete. Im Anschluss wurde er im Rahmen des universitären Reserveoffizierausbildungsprogramms ROTC (Reserve Officer Training Corps) in die US Air Force übernommen und absolvierte zwischen Februar 1971 und Januar 1972 seine Fluggrundausbildung auf dem Militärflugplatz Williams Air Force Base. Dort erfolgte am 3. Februar 1971 seine Beförderung zum Leutnant (Second Lieutenant). Im Anschluss wurde er während des Vietnamkrieges im Mai 1972 als Fliegerleitoffizier FAC (Forward Air Controller) auf die Da Nang Air Base in Südvietnam verlegt und war dort bis Februar 1973 eingesetzt. Er wurde am 3. August 1972 zum Oberleutnant (First Lieutenant) befördert und für seine dortigen Verdienste zwei Mal mit dem Distinguished Flying Cross ausgezeichnet.
Nach seiner Rückkehr war er von Mai 1973 bis Mai 1976 Fluglehrer und Flugprüfer beim Luftausbildungskommando ATC (Air Training Command) auf der Craig Air Force Base und wurde dort nach dem Besuch der Staffeloffiziersschule (Squadron Officer School) auf der Maxwell Air Force Base am 3. Februar 1975 zum Hauptmann (Captain) befördert. Er war danach zwischen Dezember 1976 und August 1978 Projektoffizier der Stelle für Operationelle Systemtechnik (Operational Systems Engineering Branch) der Norton Air Force Base sowie vom August 1978 bis August 1981 Pilot von F-15 „Eagle“-Jagdflugzeugen, Flugausbilder und Fliegerischer Kommandeur des auf dem Stützpunkt Bitburg Air Base stationierten 22. Taktischen Kampfgeschwaders (22nd Tactical Fighter Squadron). Dort erfolgte am 24. Oktober 1980 seine Beförderung zum Major.

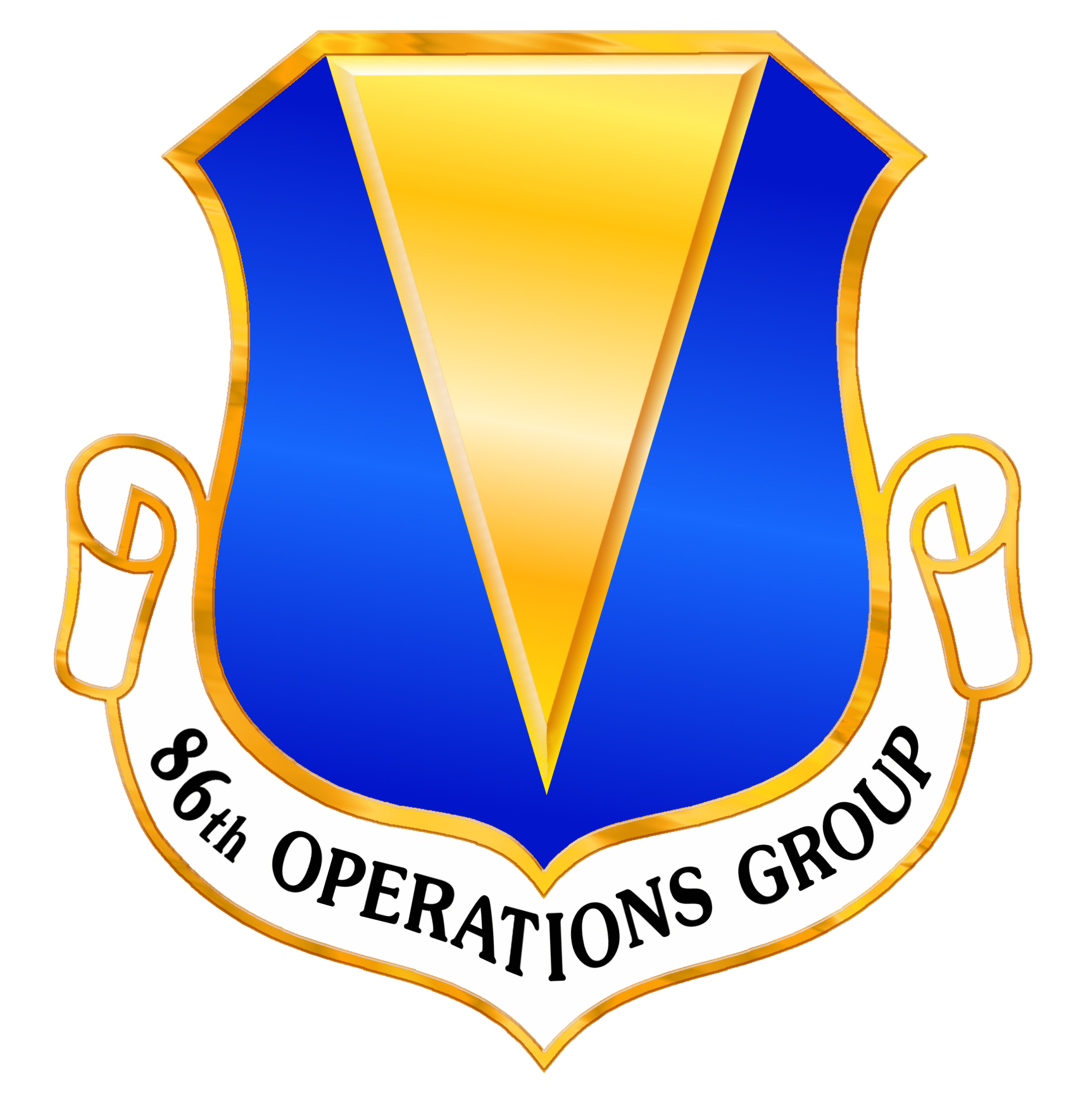
Als Oberst war Wald unter anderem bis 1993 Kommandeur der 86. Operationsgruppe (86th Operations Group).

Anschließend absolvierte Major Wald von August 1981 bis September 1982 ein Studium am Air Command and Staff College (ACSC) auf der Maxwell Air Force Base sowie des Weiteren ein postgraduales Studium im Fach Politikwissenschaften und Internationale Beziehungen an der Troy State University, welches er 1982 mit einem Master of Science (MS Political Science and International Relations) abschloss. Daraufhin war er zwischen September 1982 und August 1985 nacheinander Assistierender Operationsoffizier, Operationsoffizier und Fliegerischer Kommandeur des auf der Langley Air Force Base stationierten 71. Taktischen Kampfgeschwaders (71st Tactical Fighter Squadron). Als solcher wurde er am 1. Februar 1986 zum Oberstleutnant (Lieutenant Colonel) befördert. Daraufhin wechselte er im August 1985 in den Luftwaffenstab und war dort bis August 1989 nacheinander Leiter des Referats Strategische Organisation des Nordatlantikvertrags (Chief, Strategic North Atlantic Treaty Organization Branch), Leiter des Referats Strategische Nahost-Afrika-Angelegenheiten (Chief, Strategic and Middle East-Africa Branch), Leiter des Zentrums zur Bekämpfung des Terrorismus (Chief, US Air Force Combat Terrorism Center) sowie schließlich Assistierender Verwaltungsstabsoffizier (Assistant Executive Officer) beim Chef des Luftwaffenstabes (Chief of Staff of the Air Force), General Larry D. Welch.
Er absolvierte von August 1990 bis Juli 1990 ein Studium am National War College (NWC) in Fort Lesley J. McNair und fand im Anschluss in Deutschland auf der Ramstein Air Base zwischen Juli 1990 und März 1993 nachfolgend Verwendungen als stellvertretender Kommandeur für Operationen des 86. Taktischen Kampfgeschwaders (86th Tactical Fighter Wing), als Kommandeur der 86. Unterstützungsgruppe (86th Support Group) sowie zuletzt als Kommandeur der 86. Operationsgruppe (86th Operations Group). Er wurde am 1. März 1991 zum Oberst (Colonel) befördert. Er war anschließend von März bis September 1993 Verwaltungsstabsoffizier beim stellvertretenden Chef des Stabes für Operationen auf der Börfink Air Base im Landkreis Birkenfeld und besuchte 1993 ein Programm für Leitende Offiziere im Fach Äußere Sicherheit an der Harvard University. Im September 1993 wurde er Verwaltungsstabsoffizier beim Direktor für Operationen und Leitenden Nationalen Vertreter im Hauptquartier der Alliierten Luftstreitkräfte der NATO in Mitteleuropa AIRCENT (Allied Air Forces Central Europe) auf der Ramstein Air Base.

### Aufstieg zum General

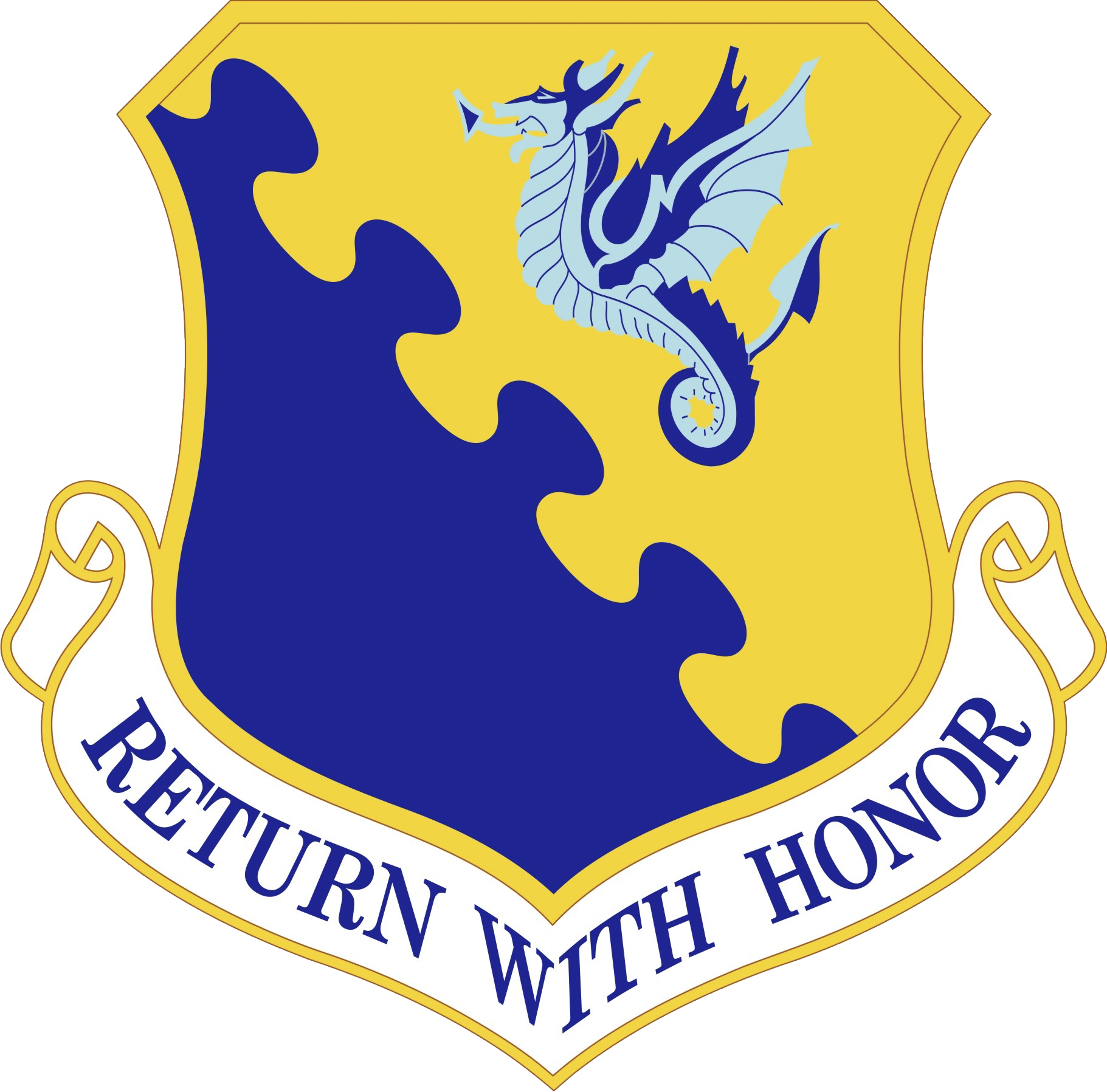
Oberst Wald fungierte zwischen Mai 1995 und Juli 1997 in Italien als Kommandeur des 31. Kampfgeschwaders (31st Fighter Wing) auf der Aviano Air Base.

Charles F. Wald fungierte zwischen Mai 1995 und Juli 1997 in Italien als Kommandeur des 31. Kampfgeschwaders (31st Fighter Wing) auf der Aviano Air Base. Während des Bosnienkrieges führte er am 30. August 1995 in einer der ersten NATO-Kampfoperationen einen der ersten Angriffe seines Geschwaders gegen das Munitionsdepot in Pale an. Am 1. Februar 1996 wurde er zum Brigadegeneral (Brigadier General) befördert. Nach seiner Rückkehr in die USA war er im Hauptquartier der US-Luftstreitkräfte beim Chief of Staff of the Air Force von Juli 1997 bis Januar 1998 Sonderassistent für die Beurteilung der nationalen Verteidigung (Special Assistant for National Defense Review). Danach blieb er im Hauptquartier der US Air Force und fand vom Januar und Oktober 1998 Verwendung als Leiter des Referats Strategische Planung und Politik (Director of Strategic Planning and Policy) bei stellvertretenden Chef des Luftwaffenstabes für Planung und Programme (Deputy Chief of Staff for Plans and Programs).

General Wald war von 2002 bis 2006 stellvertretender Kommandeur des US-Europakommandos USEUCOM (Deputy Commander, US European Command).

Nachdem Wald am 1. September 1998 zum Generalmajor (Major General) befördert worden war, war er zwischen Oktober 1998 und Januar 2000 stellvertretender Leiter des Referats für Strategische Planung und Politik (Vice Director for Strategic Plans and Policy) im Vereinigten Generalstab JCS (Joint Chiefs of Staff). Nach seiner Beförderung zum Generalleutnant (Lieutenant General) am 12. Januar 2000 war er auf der Shaw Air Force Base von Januar 2000 bis November 2001 Kommandeur der Neunten US-Luftflotte (Ninth Air Force) sowie in Personalunion zugleich Kommandeur des Zentralkommandos der Luftstreitkräfte USCENTAF (US Central Command Air Forces). In dieser Zeit leitete er die Entwicklung der Luftkampagne in Afghanistan für die Operation Enduring Freedom, einschließlich der Idee, taktische Luftkontrolltrupps in Bodenspezialeinheiten einzubetten. Im Anschluss war zwischen November 2001 und Dezember 2002 im Hauptquartier der US Air Force stellvertretender Chef des Luftwaffenstabes für Luft- und Weltraumoperationen (Deputy Chief of Staff for Air and Space Operations).
Zuletzt wurde „Chuck“ Wald im Dezember 2002 stellvertretender Kommandeur des US-Europakommandos USEUCOM (Deputy Commander, US European Command) und verblieb auf diesem Posten bis zu seinem Eintritt in den Ruhestand im Juli 2006. Das USEUCOM ist für alle US-Streitkräfte verantwortlich, die in 91 Ländern in Europa, Afrika, Russland, Teilen Asiens und im Nahen Osten sowie im größten Teil des Atlantiks operieren. Am 1. Januar 2003 wurde er zum General befördert.
Als Pilot absolvierte er mehr als 3600 Flugstunden, davon mehr als 430 Kampfeinsatzstunden über Vietnam, Kambodscha, Laos, Irak und Bosnien und Herzegowina, und flog unter anderem Flugzeuge der Typen Cessna Skymaster, Cessna T-37, Northrop T-38, General Dynamics F-16 sowie McDonnell Douglas F-15.

## Auszeichnungen
Auswahl der Dekorationen, sortiert in Anlehnung an die Order of Precedence of Military Awards:
- Defense Distinguished Service Medal (2×)
- Air Force Distinguished Service Medal
- Defense Superior Service Medal
- Legion of Merit (2×)
- Distinguished Flying Cross (2×)
- Air Force Meritorious Service Medal (2×)
- Air Medal (2×)
- Aerial Achievement Medal
- Air Force Commendation Medal